# Azpilcueta
Azpilcueta (en euskera y oficialmente Azpilkueta) es un lugar y pueblo del municipio de Baztán, Comunidad Foral de Navarra, situado en el valle del Baztán en la Merindad de Pamplona a 64 kilómetros de Pamplona.
El lugar tiene unas 20-25 casas, además de los barrios de Urrasun, Arribiltoa, Zuastoi y Apaioa.
Se pueden admirar grandes casonas, a dos y cuatro aguas, con el doble portal típico del Baztán con escudos con restos de policromía.

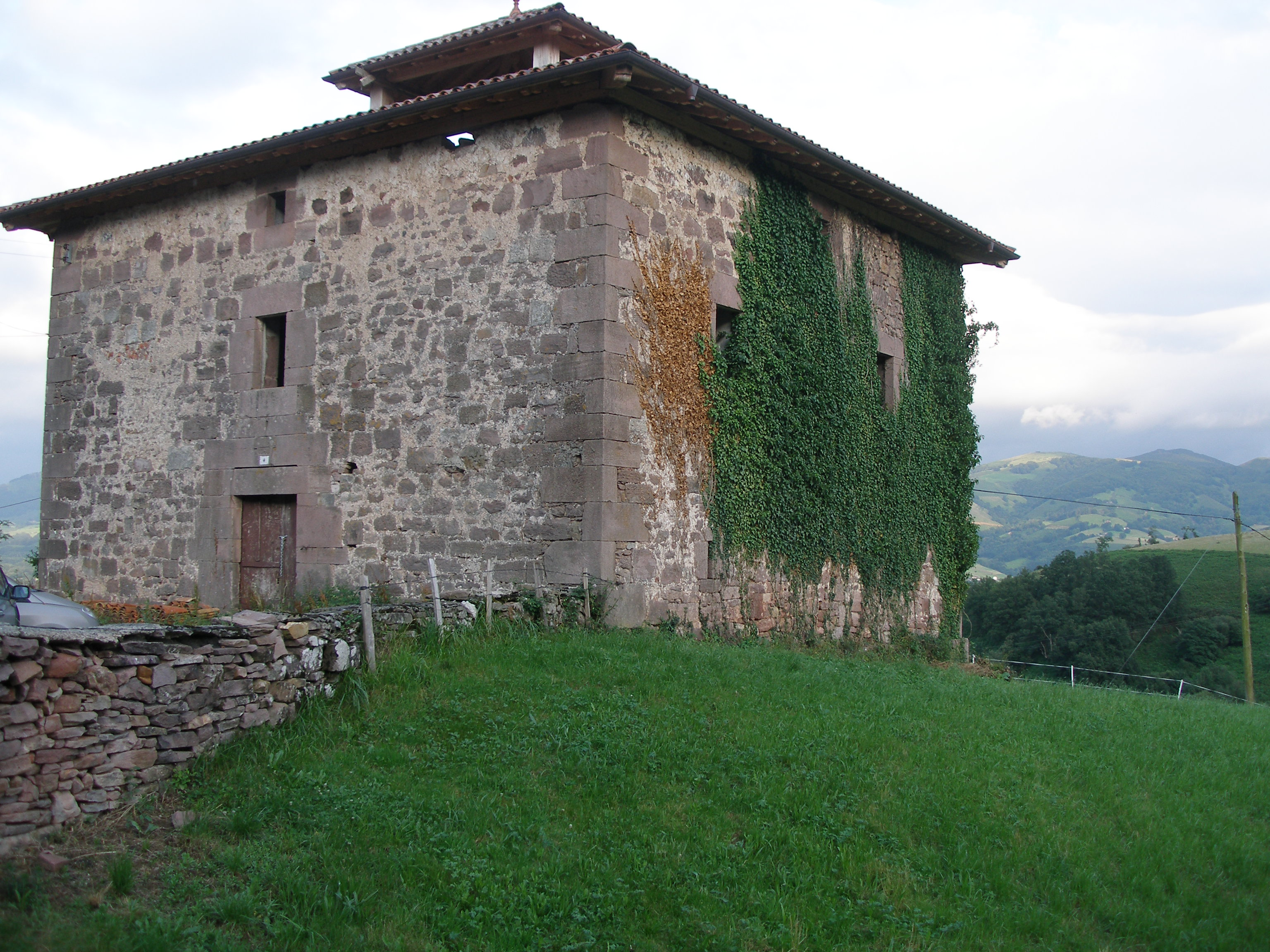

La Iglesia de San Andrés de planta de cruz latina,  remodelada en el siglo XVIII, con retablos de la misma época de buena factura con tallas de San Andrés, San Fermín, San Francisco Javier y San Martín de Tours. Este solar es origen del célebre linaje de su nombre, del que nació María de Azpilcueta, esposa de Juan de Jaso y madre de Francisco de Javier, cofundador de los Jesuitas e impulsor del catolicismo en Asia. 
También fue oriundo de Azpilcueta don Martín de Azpilcueta, nacido en 1492, también conocido como el Doctor Navarro, economista, filósofo y teólogo. (Nota: la casa natal de Martin de Azpilcueta está en Barásoain). Martín de Azpilcueta fue el primer enunciador, al llegar metales preciosos de América, de la Teoría cuantitativa del dinero. El fundamento de esta teoría sigue vigente a día de hoy y es la base para la cuantificación de la inflación.